# John Hunter (Gouverneur)

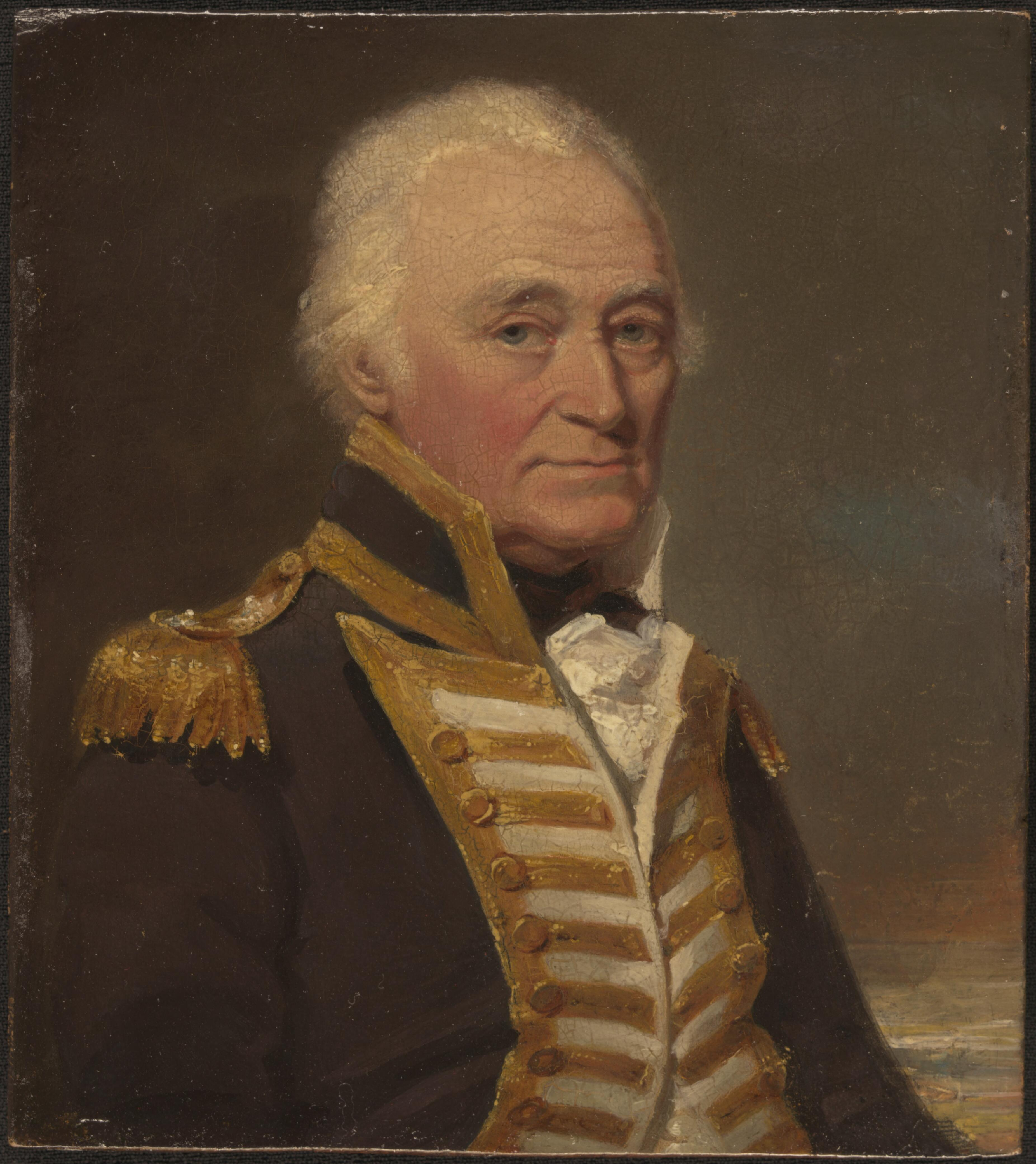
John Hunter

John Hunter (* 29. August 1737 in Leith, Edinburgh; † 13. März 1821 in London) war ein schottischer Offizier der Royal Navy, zuletzt im Rang eines Vizeadmirals, und Australienpionier, der von 1795 bis 1800 die Nachfolge von Arthur Phillip als zweiter Gouverneur von New South Wales antrat.
Als Seefahrer und Gelehrter erkundete Hunter bereits 1788 den Parramatta River und vermutete als erster, dass Tasmanien eine Insel sein könnte. Als Gouverneur versuchte er, schwere Verfehlungen des britischen Militärs und mächtiger lokaler Unternehmer unter der Führung von John Macarthur zu bekämpfen. Hunters Name wird an historischen Orten wie Hunter Valley und Hunter Street in Sydney geehrt.

## Familie und frühes Leben
John Hunter wurde in Leith, Schottland, als Sohn des Handelsschiffskapitäns William Hunter und Helen, geb. Drummond, Tochter von J. Drummond und Nichte von George Drummond, dem mehrfachen Lord Provost von Edinburgh, geboren. Er absolvierte seine Schulausbildung bei einem Onkel in King’s Lynn und in Edinburgh und schrieb sich hiernach an der Universität von Edinburgh ein. Er verließ diese aber bald, um sich im Mai 1754 als „Captain's Servant“ von Thomas Knackston auf der HMS Grampus der Royal Navy anzuschließen.

## Karriere in der Marine

### Siebenjähriger Krieg
1755 wurde Hunter Vollmatrose auf der HMS Centaur, kurz darauf zum Fähnrich befördert und auf der HMS Union und dann auf der HMS Neptune eingesetzt. Mit diesem Schiff nahm er 1757 beim Überfall auf Rochefort teil und kreuzte danach 1758 vor Brest. 1759 war er Teilnehmer der Eroberung von Quebec. John Jervis, später Earl of St. Vincent und Erster Lord der Admiralität, diente zu dieser Zeit als Oberleutnant an Bord der Neptune und wurde ein Bekannter von Hunter.
Den Rest des Siebenjährigen Krieges diente Hunter auf verschiedenen Schiffen unter Admiral Philip Durell, zuletzt – bis zum Frieden von Paris – auf HMS Royal George in der Biskaya. Bereits im Februar 1760 hatte er die Offiziersprüfungen bestanden, wurde jedoch erst 1780 zum Leutnant ernannt. Hunter blieb während der Friedensjahre in der Marine aktiv und war auf verschiedene Schiffe der Flotte unter Commodore Samuel Hood in Nordamerika kommandiert. Hood erteilte Hunter 1768 eine Acting-Order als Master, die er ein Jahr später nach den Prüfungen im Trinity House bestätigte. Sein erstes Kommando war die HMS Carysfort mit 28 Kanonen für den Dienst in Westindien, wo Hunter in Havanna Karten und Pläne der Küste und der spanischen Befestigungen anfertigte und an die Admiralität zurücksandte.

### Dienst in Ostindien
Zwischen 1772 und 1775 war Hunter als Master der HMS Intrepid in Ostindien und danach auf der HMS Kent, zu dieser Zeit als Teil der Einheit von John Jervis, Hunters Begleiter von der HMS Neptune, kommandiert. Hunter folgte Jervis zu seinem nächsten Kommando und kam auf die HMS Foudroyant. Auf dem Schiff diente zu dieser Zeit auch Evan Nepean, später führender Beamter und Erster Sekretär der Admiralität. Auf Wunsch von Admiral Lord Howe, der damals als Oberbefehlshaber der Flotte nach Nordamerika kam, wurde Hunter dann auf die HMS Eagle, Howes Flaggschiff, versetzt.

### Amerikanischer Unabhängigkeitskrieg
Im amerikanischen Unabhängigkeitskrieg blieb Hunter unter Howes Kommando als Master of the Fleet. Er nahm am Überfall auf Chesapeake und an den Expeditionen auf dem Delaware River sowie bei der Verteidigung von Sandy Hook teil. Nach Howes Abberufung nahm Hunter verschiedene Kommandos wahr und kehrte schließlich 1881 mit der HMS Berwick nach Europa zurück. Am 5. August dieses Jahres nahm er an der Schlacht auf der Dogger Bank teil. 1782 holte ihn erneut Howe auf sein Flaggschiff, die HMS Victory, und nach der Belagerung von Gibraltar und der Schlacht am Kap Spartel wurde er Erster Offizier des Schiffes.
Am 12. November 1782 erhielt Hunter sein erstes eigenes Kommando, die 14-Kanonen-Schaluppe HMS Marquis de Seignelay.

### First Fleet
Als die Vorbereitung der Expedition der First Fleet begannen, sorgte Lord Howe, nun erster Lord der Admiralität, dafür, dass Hunter am 15. Dezember 1786 zum Post-Kapitän befördert und zum Kommandeur der HMS Sirius ernannt wurde. Unter dem Gesamtkommando von Commodore Arthur Phillip, sollte die Flotte die neue Kolonie New South Wales gründen und Phillip Gouverneur der neuen Kolonie werden. Hunter trug eine ruhende Kommission als Nachfolger von Phillip, falls dieser sterben sollte oder abwesend wäre.

### Erkundungen in Australien und Tasmanien

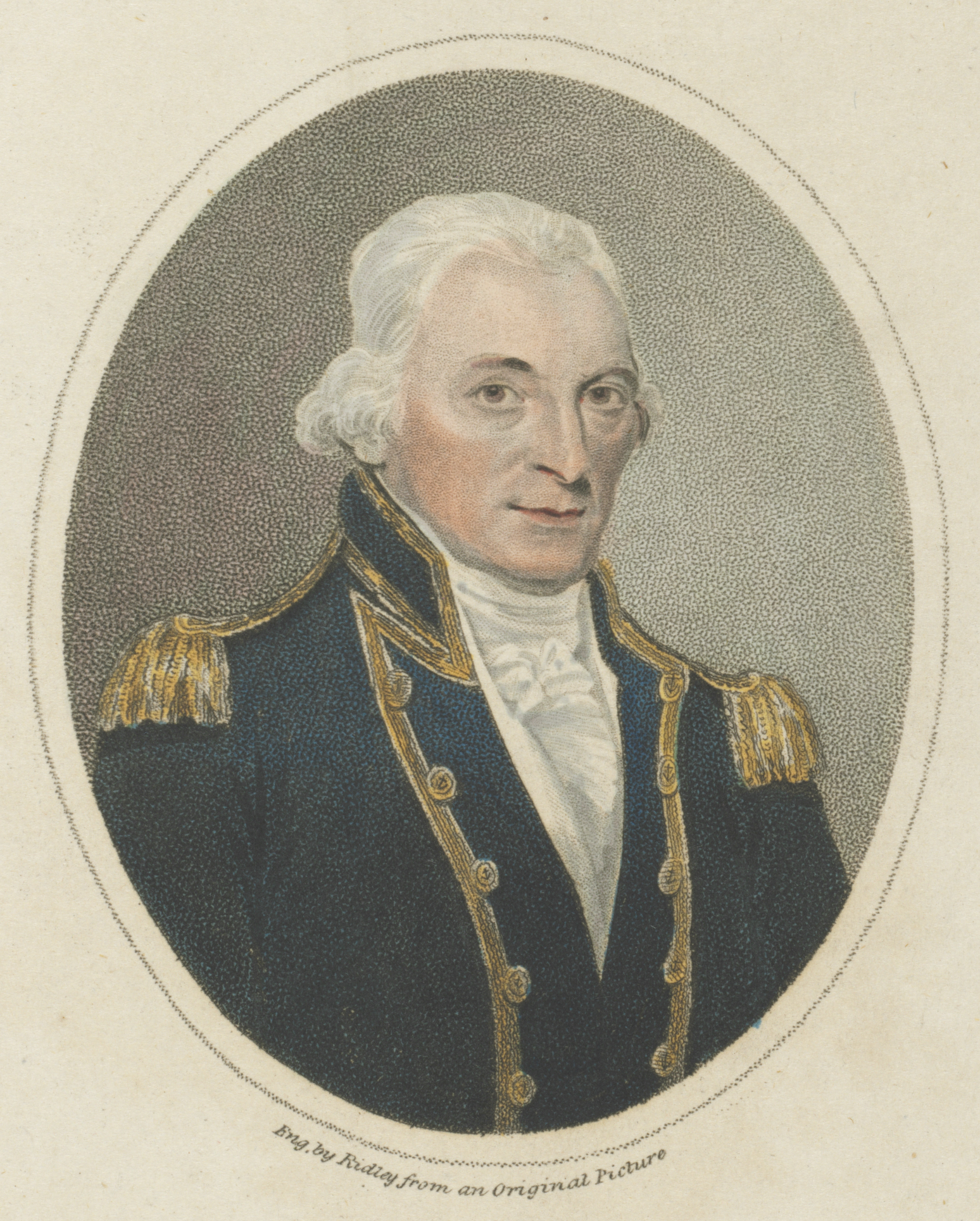
Kapitän John Hunter, Governeur of New South Wales, 1801

Die Expedition kam im Januar 1788 in Port Jackson an. Anfang 1788 leitete Hunter eine Expedition zur Erkundung des Parramatta River, wobei er bis Iron Cove, Five Dock Bay und Hen and Chicken Bay vordrang. Die Sir William Dixson Research Library in der State Library of New South Wales besitzt das Original der Karte der Expedition mit dem Titel „Chart of the coasts and harbours of Botany-Bay, Port-Jackson and Broken-Bay, as survey’d von Capt.n John Hunter von der H.M.S. Sirius“. Die Expedition war bedeutsam, da sie 1788 möglicherweise den ersten Kontakt zwischen den Briten und den indigenen Eigentümern des Landes, dem Wangal-Clan, darstellte. Das von William Bradley geführte Logbuch besagt, dass dieser Kontakt stattfand, während Hunter frühstückte, was heute im Namen des Vorortes Breakfast Point dokumentiert ist.
Hunter wurde im Oktober 1788 zum Kap der Guten Hoffnung beordert, um Vorräte zu holen. Er segelte um Kap Hoorn herum zum Kap der Guten Hoffnung und von dort im Mai 1789 zurück nach New South Wales, womit er die Welt umsegelte. Erschwert wurde die Fahrt durch den undichten Rumpf des Schiffes, der ein ständiges Pumpen erforderlich machte. Die Sirius wurde dann umgerüstet und mit einer großen Gruppe von Sträflingen zur Norfolkinsel geschickt, geriet dort jedoch in einen heftigen Sturm, wurde auf ein Korallenriff getrieben und zerstört. Ein Teil der Besatzung kehrte an Bord der Brigg HMS Supply nach Port Jackson zurück. Der Rest, einschließlich Hunter, wartete fast ein Jahr auf der Insel, bevor er abgeholt wurde. Hunter und einige seiner Männer kehrten dann nach einer langen und beschwerlichen Reise an Bord des gecharterten niederländischen Schiffes Waaksamheyd nach England zurück. Auf der Rückreise wurden die vor längerer Zeit entdeckten Inselgruppen Stewart- und Lord-Howe-Insel passiert und die Duke-of-York-Insel näher erkundet. Im April 1792 erreichten sie Portsmouth und Hunter wurde wegen des Verlustes der Sirius vor ein Kriegsgericht gestellt, aber ehrenhaft freigesprochen. Hunter bereitete daraufhin sein Werk „An Historical Journal of the Transactions at Port Jackson and Norfolk Island, With the Discoveries That Have Been Made in New South Wales and the Southern Ocean Since the Publication of Phillip's Voyage“ zur Veröffentlichung vor, die Anfang 1793 folgte. In dieser ersten Ausgabe findet sich der früheste Hinweis auf die Möglichkeit einer Meerenge zwischen dem Festland und Tasmanien. Auf Seite 126 sagt Hunter: „Daher gibt es Grund zu der Annahme, dass es in diesem Raum entweder eine sehr tiefe Kluft oder eine Gerade gibt, die Van Diemens Land von New Holland trennen könnte.“
Während Hunters Zeit in England brachen die Französischen Revolutionskriege aus und Hunter ging, erneut unter Admiral Howe, an Bord seines Flaggschiffs, der HMS Queen Charlotte. Hunter war am 1. Juni 1794 bei der Seeschlacht am 13. Prairial (englisch auch als „Glorious First of June“ bezeichnet) anwesend und blieb bis 1795 auf dem Schiff. Mit Arthur Phillips Rücktritt vom Gouverneursposten von New South Wales im Juli 1793 hatte Hunter sich im Oktober um die Position beworben und wurde im Januar 1794 zum Gouverneur ernannt. Durch verschiedene Verzögerungen konnte er erst im Februar 1795 nach Australien aufbrechen und traf am 7. September 1795 auf der HMS Reliance in Sydney ein. Sein Amtsantritt als Gouverneur erfolgte am 11. September 1795.

## Gouverneursamt
Hunters Schwierigkeiten in diesem Amt begannen bereits, bevor er Sydney erreichte. Phillip hatte die Kolonie bereits 1793  verlassen und die Kontrolle in den folgenden zwei Jahren an das Militär übertragen. Während der Amtszeit des Vizegouverneurs Francis Grose, der die Sträflinge gnadenlos ausbeutete, etablierte sich ein reger Handel mit Spirituosen, aus dem sich für die beteiligten Offiziere ein enormer Gewinn ergab. Gleichsam hatten sie die Kontrolle über die Gerichte und die Verwaltung des Landes, die öffentlichen Geschäfte und die Sträflingsarbeit erlangt. Hunter erkannte, dass diese Befugnisse der Zivilverwaltung zurückgegeben werden mussten, hatte aber in John Macarthur einen Gegner, der seine kommerziellen Interessen rücksichtslos verteidigte. Eine Verhaftung der Beteiligten erschien wegen drohender Aufstandsgefahr unmöglich. Hunter war praktisch hilflos. Durch Diffamierungen gegenüber den Behörden des Mutterlandes, in denen Hunter beschuldigt wurde, sich an genau den Missbräuchen beteiligt zu haben, die er verhindern wollte, wurde Hunter schließlich in einer Depesche vom 5. November 1799 vom Herzog von Portland, einem der drei Außenminister, abberufen. Hunter bestätigte diese Depesche am 20. April 1800, übergab die Regierung an Vizegouverneur Philip Gidley King und reiste am 28. September 1800 nach England ab. Als Hunter ankam, bemühte er sich, sein Verhalten gegenüber den Behörden zu rechtfertigen, erhielt jedoch keine Gelegenheit. Hunter äußerte sich zu seinem Fall schließlich in einer langen, 1802 gedruckten Broschüre: „Governor Hunter's Remarks on the Causes of the Colonial Expense of the Establishment of New South Wales. Hints for the Reduction of Such Expense and for Reforming the Prevailing Abuses“, das zu einem wertvollen Dokument in der frühen australischen Geschichte geworden ist.
Hunter erkundete und erschloss das Land in der Nähe von Sydney und förderte auch die Erkundungen von Matthew Flinders und George Bass. Als das Schnabeltier 1798 zum ersten Mal von Europäern gesehen wurde, schickte John Hunter ein Fell und eine Skizze nach Großbritannien zurück. Ein Zeitgenosse, Midshipman Daniel Southwell, beschrieb Hunter als „ohne steifen Stolz, höchst versiert in seinem Beruf und, um alles zusammenzufassen, ein würdiger Mann.“ Aber die Umstände, in die er geriet, machten es ihm sehr schwer, als Gouverneur erfolgreich zu sein. Sein Nachfolger Philip Gidley King sagte, Hunters Verhalten sei „von den aufrichtigsten Absichten geleitet“ und er wurde am „schändlichsten getäuscht von denen, auf die er allen Grund hatte, sich auf Unterstützung, Informationen und Ratschläge zu verlassen“. Über seinen Aufenthalt in der Kolonie sagte Hunter, „dass er nicht weniger Komfort hätte haben können, obwohl er sicherlich mehr Seelenfrieden gehabt hätte, wenn er die Zeit in einem Gefängnis verbracht hätte“.
Sein Dienst als Gouverneur wurde schließlich durch die Gewährung einer jährlichen Rente von 300 £ anerkannt, die vom damaligen Premierminister Henry Addington im Oktober 1802 genehmigt wurde.

## Späteres Leben und Vermächtnis

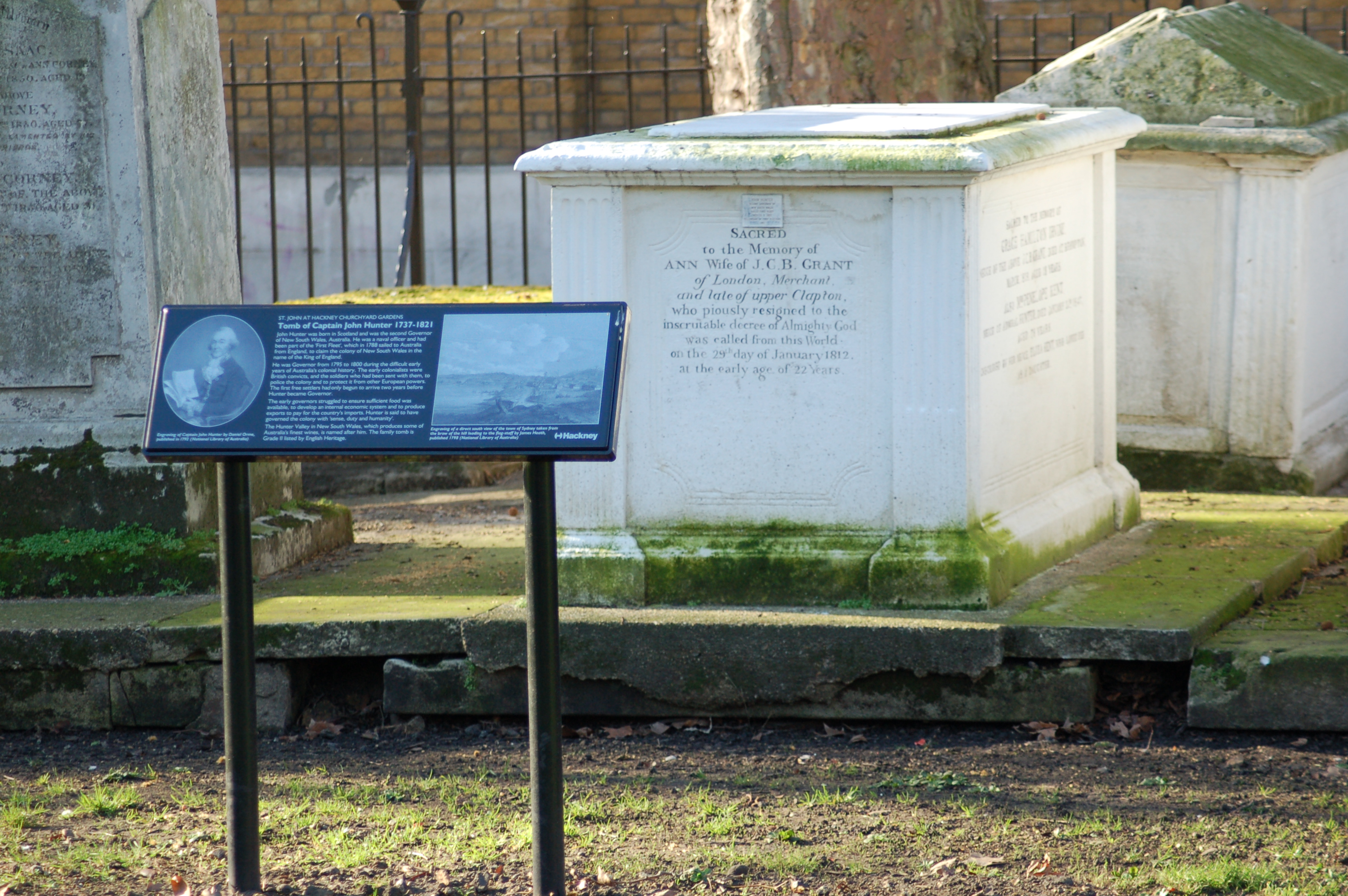
Hunters Grabstelle auf dem Friedhof der Kirche St. John-at-Hackney in London

Im Sommer 1804 erhielt Hunter das Kommando über die HMS Venerable mit 74 Kanonen, die unter Admiral William Cornwallis in der Flotte vor Brest diente. Am Abend des 24. November kam vor Torbay Nebel auf. Die Schiffe der Flotte gerieten in Unordnung und die Venerable lief gegen 20:00 Uhr auf der Klippe in der Nähe von Paignton auf Grund und musste im folgenden Sturm aufgegeben werden. Die Besatzung wurde von der HMS Impetueux evakuiert. Hunter wurde erneut vor ein Kriegsgericht gestellt und erneut vollständig freigesprochen.
Hunter wurde am 2. Oktober 1807 zum Konteradmiral und am 31. Juli 1810 zum Vizeadmiral befördert, erhielt aber kein aktives Kommando mehr. Seine letzten Jahre verbrachte er in seiner Heimatstadt Leith. Er starb am 13. März 1821 in seinem Londoner Haus in der Judd Street. Sein Grab ist auf dem Friedhof von St. John-at-Hackney zu sehen.

## Ehrungen

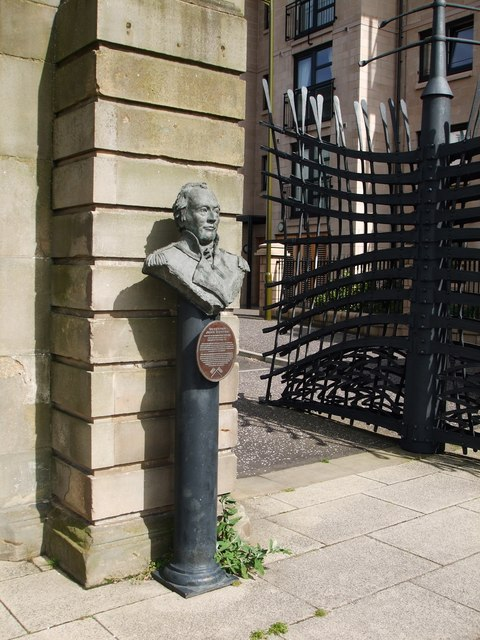
Büste von Admiral John Hunter in Leith

Der Hunter River und das Hunter Valley nördlich von Sydney sind nach John Hunter benannt, ebenso wie der Vorort Hunters Hill in Sydney, das John Hunter Hospital in Newcastle und die Hunter Bay auf der Duke-of-York-Insel (heute Papua-Neuguinea). 1986 wurde er auf einer Briefmarke geehrt, die sein Porträt darstellte und von der Australia Post herausgegeben wurde.
In Leith existiert eine Büste von Hunter, die 1996 von der australischen Regierung gestiftet wurde.

## Weitere
- Robert Barnes: An unlikely leader: the life and times of Captain John Hunter. Sydney University Press. Sydney. 2009. ISBN 978-1-920899-19-6.
- Arthur Hoyle: The Life of John Hunter, Navigator, Governor, Admiral. Mulini Press. Canberra. 2001.
- D. Manning Richards: Destiny in Sydney: An epic novel of convicts, Aborigines, and Chinese embroiled in the birth of Sydney, Australia. Aries Books. Washington D.C. 2012. ISBN 978-0-9845410-0-3.
- John Calaby (Hrsg.): The Hunter Sketchbook: Birds & Flowers of New South Wales drawn on the Spot in 1788, 89 & 90 by Captain John Hunter RN of the First Fleet. National Library of Australia. Canberra. 1989.